# 交叉數

希伍德圖的一個畫法，其有三個交叉。此為所有畫法中，交叉個數的最小可能值，所以該圖的交叉數為 。

在圖論，交叉數{\displaystyle {\text{cr}}(G)}是將圖{\displaystyle G}畫在平面上時，邊的交叉點的最小數目。若{\displaystyle {\hbox{cr}}(G)=0}，則{\displaystyle G}稱為平面圖。在圖形製圖方面，計算圖的交叉數仍是一個重要問題，因為讀者研究發現，畫圖的交叉越少，越有利於讀者理解。
交叉數的研究始於圖蘭磚廠問題。圖蘭·帕爾想求磚廠中，將每個窯爐各與全部貨倉用路軌連接的最優方案，使路軌的交叉儘可能少。按上述定義，即是問完全二部圖的交叉數。同一問題約莫同時在社會學研究提出，因為事關社會關係圖的繪製。 圖蘭猜想了完全二部圖交叉數的公式，但該公式迄今未獲證，完全圖的交叉數公式亦然。
交叉數不等式斷言，若邊數{\displaystyle e}与頂點數{\displaystyle n}的比值大于某个常数，則交叉數不小于{\displaystyle e^{3}/n^{2}}乘以另一个固定的常数。此結論在超大规模集成电路設計與組合幾何方面有應用。
如無特別註明，交叉數允許使用任意曲線來畫邊。另一個相關概念是直線交叉數，其要求僅使用直線段來畫邊，所以未必等於交叉數。更具體說，完全圖{\displaystyle K_{n}}的直線交叉數就是平面上處於一般位置的{\displaystyle n}個點所能組成的凸四邊形的最少數目，因為每個凸四邊形的兩條對角線產生一個交叉。直線交叉數問題與幸福結局問題密切相關。
給定一個圖，計算其交叉數是一個NP難問題。

## 定義
定義交叉數之前，先定義無向圖的畫法。圖的畫法是一個映射，其將圖的頂點映到平面上互異的點，並將每條邊映到一條連接其兩端的曲線段，但頂點不能映到其他邊上（除非該邊以其為頂點），且若兩條邊的曲線段在公共頂點以外相交，則其僅產生有限多個交叉，並於每個交叉處橫截相交。若一個交叉點有多於兩條邊相交，則每對相交邊計算一次。圖的交叉數是所有畫法當中，交叉的數目的最小值。
一些作者對於畫法有更多限制，例如要求每對邊的交集至多只有一點（可為公共端點或交叉）。對於上段定義的交叉數，此項限制沒有任何影響，因為交叉最少的畫法當中，兩條邊必定相交至多一次。（若兩條邊有公共端點，而且相交，則可以將首個交點以前的兩段曲線互換，從而減少一個交叉。類似地，若兩條邊有兩個或更多交叉，則可以將相鄰兩個交叉之間的兩段曲線互換，以減少兩個交叉。）然而，若考慮交叉數的變式定義，例如只計算有多少對邊交叉（稱為兩兩交叉數），而非有多少個交叉，則上述限制確實會影響兩兩交叉數的值。

## 特殊情況
截止2015年4月，僅得很少幾類圖的交叉數為人所知。即使是完全圖、完全二部圖、兩個環的積等結構較簡單的圖，也僅得初始幾個的交叉數是已知的，但交叉數的下界方面，已有一定進展。

### 完全二部圖

的一個最優畫法，顯示圖蘭磚廠問題中，若有4個倉（黃點）和7個窯（藍點），則需要18個交叉（紅點）。

在第二次世界大戰期間，匈牙利數學家圖蘭·帕爾被迫在磚廠工作，要將一車車的磚從窯爐推到貨倉。工廠的每個窯爐到每個貨倉之間各有一條路軌，而磚車在路軌交叉處特別難推。於是，圖蘭提出其磚廠問題：窯爐、貨倉和路軌應如何安排，才能使交叉的數目最少？數學上，窯爐和貨倉可視為完全二部圖的頂點，而路軌則是二部圖的邊。於是工廠的佈局就是該圖在平面上的一個畫法，換言之問題變成：
完全二部圖的畫法中，交叉的最少數目是多少？
卡齊米日·扎蘭凱維奇嘗試解決圖蘭磚廠問題，但其證明有錯。不過，他成功推導出完全二部圖{\displaystyle K_{m,n}}交叉數的一個上界：
{\displaystyle {\textrm {cr}}(K_{m,n})\leq \left\lfloor {\frac {n}{2}}\right\rfloor \left\lfloor {\frac {n-1}{2}}\right\rfloor \left\lfloor {\frac {m}{2}}\right\rfloor \left\lfloor {\frac {m-1}{2}}\right\rfloor .}
一個猜想是，上述上界確實是所有完全二部圖的交叉數。

### 完全圖與圖染色
完全圖的交叉數問題最先由安東尼·希爾提出，並於1960年出版。希爾及其合作者約翰·恩斯特皆為對數學甚感興趣的構成主義藝術家。兩位不僅提出了問題，還猜想了該交叉數的公式，公式由理查·蓋於1960年出版。具體來說，已知{\displaystyle K_{p}}總有一種畫法，其交叉的數目為
{\displaystyle {\frac {1}{4}}\left\lfloor {\frac {p}{2}}\right\rfloor \left\lfloor {\frac {p-1}{2}}\right\rfloor \left\lfloor {\frac {p-2}{2}}\right\rfloor \left\lfloor {\frac {p-3}{2}}\right\rfloor .}
上式在{\displaystyle p=5,6,\cdots ,12}時，取值分別為{\displaystyle 1,3,9,18,36,60,100,150}，見整數數列線上大全的A000241號數列。希爾等人猜想，不存在更好的畫法，即上式給出了完全圖的交叉數{\displaystyle {\text{cr}}(K_{p})}。湯瑪士·沙提於1964年獨立地作出了同一個猜想。
對於{\displaystyle p\leq 10}，沙提驗證了上式確實給出交叉的最小可能數目。潘（Shengjun Pan)和布魯斯·里希特（Bruce Richter）驗證了{\displaystyle p=11,12}的情況。
2007年，米高·艾伯森（Michael O. Albertson）提出了艾伯森猜想，其斷言：在所有色數為{\displaystyle p}的圖之中，完全圖{\displaystyle K_{p}}的交叉數最小。換言之，若此猜想與上段的猜想均成立，則每個染色數為{\displaystyle p}的圖，交叉數皆不小於上段的公式。現已證明，艾伯森猜想對於{\displaystyle p\leq 16}成立。

### 立方圖
已知交叉數為{\displaystyle 1}至{\displaystyle 11}的最小的立方圖，其頂點數分別為{\displaystyle 6,10,14,16,18,20,22,24,26,28,28}（OEIS數列A110507），如下表所記：
| 交叉數 | 最小立方圖例子                    | 頂點數 |
| ------ | --------------------------------- | ------ |
| 1      | 完全二部圖{\displaystyle K_{3,3}} | 6      |
| 2      | 佩特森圖                          | 10     |
| 3      | 希伍德圖                          | 14     |
| 4      | 莫比烏斯－坎特圖                  | 16     |
| 5      | 帕普斯圖                          | 18     |
| 6      | 笛沙格圖                          | 20     |
| 7      | 有4個不同構的例子，但並無熟知命名 | 22     |
| 8      | 瑙魯圖、麥基圖、(3,7)-籠圖        | 24     |
| 9      | 麥基圖加某一條邊                  | 26     |
| 10     | 麥基圖加某兩條邊                  | 28     |
| 11     | 考克斯特圖                        | 28     |

2009年，愛德華·柏奇和Geoffrey Exoo猜想交叉數為13的最小立方圖為塔特－考克斯特圖，以及交叉數為170的最小立方圖為塔特12-籠。

## 複雜度與近似
一般情況下，很難計算圖的交叉數。米高·加里和大衛·詹森於1983年證明了計算交叉數是NP難問題。即使僅考慮立方圖，或者僅考慮將近平面的特殊情況（即可藉刪走一條邊使之變成平面圖），問題仍然NP難。另一個相關問題是計算僅能使用直線段畫圖時，交叉數目的最小值。該最小值稱為直線交叉數（rectilinear crossing number）。該問題對於實數的存在理論是完全的。
另一方面，對於固定的常數{\displaystyle k}，有高效算法判定交叉數是否小於{\displaystyle k}。換言之，交叉數問題是固定參數可馴順的。但若{\displaystyle k}不是常數，而是與輸入大小有關的函數，例如{\displaystyle k=|V|/2}，則問題仍然很難。對於度數有界的圖{\displaystyle G}，有高效的近似算法能夠近似計算交叉數{\displaystyle {\text{cr}}(G)}。實務上，常使用啟發式算法，例如從空圖開始，逐條邊加入，使得每次產生的交叉數儘可能小。直線交叉數分布式计算計劃（Rectilinear Crossing Number project）使用了此類算法。

## 交叉數不等式
若無向簡單圖{\displaystyle G}恰有{\displaystyle n}個頂點和{\displaystyle e}條邊，且{\displaystyle e>7n}，則交叉數{\displaystyle {\text{cr}}(G)}滿足不等式
{\displaystyle \operatorname {cr} (G)\geq {\frac {e^{3}}{29n^{2}}}.}
此種邊數、頂點數與交叉數的關係，最早由奧伊陶伊·米克洛什、瓦茨拉夫·赫瓦塔爾、蒙提·紐邦、塞邁雷迪·安德烈四人和湯姆森·雷頓分別獨立發現，稱為交叉數不等式或交叉數引理。不等式的上述版本是為伊爾·艾克曼（Eyal Ackerman）的結果，其中常數{\displaystyle 29}為截至2019年所知最優。条件中的常數{\displaystyle 7}也可以縮少至更佳的{\displaystyle 4}，但代價是{\displaystyle 29}要換成較差的{\displaystyle 64}。
雷頓之所以研究交叉數，是為了理論計算機科學中，超大型積體電路設計方面的應用。其後，Székely 發現交叉數不等式用在關聯幾何方面，能夠簡短證明一些重要定理，例如塞邁雷迪－特羅特定理和貝克定理。塔馬爾·戴伊類似地證明了幾何k-集數的上界。

## 變式
若僅允許用直線段畫邊，而非任意曲線，則一些圖需要更多交叉才能畫出。對於此類畫法，交叉數目的最小可能值稱為直線交叉數。直線交叉數必不小於交叉數，甚至對某些圖而言，直線交叉數嚴格大於交叉數。完全圖{\displaystyle K_{5}}至{\displaystyle K_{12}}的直線交叉數依序為{\displaystyle 1,3,9,19,36,62,102,153}（OEIS數列A014540）。已知直至{\displaystyle K_{27}}的直線交叉數，而{\displaystyle K_{28}}則可能需要7233或7234個交叉。直線交叉數分布式计算計劃（Rectilinear Crossing Number project）收集了更多數據。
若一個圖有畫法使得每條邊至多{\displaystyle k}個交叉，但{\displaystyle k}不能更少，則稱{\displaystyle k}為其局部交叉數（local crossing number）。若圖有畫法使每條邊至多{\displaystyle k}個交叉，則稱其為{\displaystyle k}-平面圖（{\displaystyle k}-planar）。
其他變式包括兩兩相交數（pairwise crossing number，即任何畫法中，有交叉的邊對數目的最小可能值）和奇相交數（odd crossing number，即任何畫法中，交叉次數恰為奇數的邊對數目的最小可能值）。奇相交數不大於兩兩相交數，兩兩相交數也不大於相交數。然而，哈納尼-塔特定理說明，若這三個數中有任何一個為零，則皆為零。 Schaefer （2014, 2018）綜述了許多變式。